# Francis Xavier Ahn Myong-ok
Francis Xavier Ahn Myong-ok (ur. 7 grudnia 1945 w Masan) – południowokoreański duchowny katolicki, biskup diecezji Masan w latach 2002-2016.

## Życiorys
Święcenia kapłańskie przyjął 2 lutego 1975. W latach 1977-1979 pełnił funkcję proboszcza w Namhae. W 1979 został profesorem seminarium w Kwangju (Naju), gdzie prowadził wykłady do 1991. W tymże roku przeniósł się do Pusan i pracował przez 9 lat w miejscowym seminarium, którego był rektorem w latach 1994-1998.

### Episkopat
23 października 2000 został mianowany przez papieża Jana Pawła II biskupem koadiutorem diecezji Masan. Sakry biskupiej udzielił mu 8 stycznia 2001 kard. Stephen Kim Sou-hwan. Rządy w diecezji objął 11 listopada 2002.
19 kwietnia 2016 przeszedł na emeryturę.